# Xanthorhoe oxybiaria
Xanthorhoe oxybiaria là một loài bướm đêm trong họ Geometridae.